# Grzymała (województwo świętokrzyskie)
Grzymała – wieś w Polsce, położona w województwie świętokrzyskim, w powiecie buskim, w gminie Tuczępy.
W latach 1975–1998 miejscowość administracyjnie należała do województwa kieleckiego.

## Integralne części wsi
| SIMC    | Nazwa     | Rodzaj  |
| ------- | --------- | ------- |
| 0275257 | Pastwisko | kolonia |
| 0275263 | Żalówka   | kolonia |

## Dawne części wsi – obiekty fizjograficzne
W latach 70. XX wieku przyporządkowano i opracowano spis lokalnych części integralnych dla Grzymały zawarty w tabeli 1.

| Nazwa wsi – miasta | Nazwy części wsi – miasta | Nazwy obiektów fizjograficznych – charakter obiektu |
| ------------------ | ------------------------- | --- |
| I. Gromada TUCZĘPY |                           | |
| 1. Grzymała        | 1. Pastwisko 2. Żalówka   | 1. Błonie — łąki 2. Czyżowski — las 3. Dąbie — pole 4. Dodatek — pole 5. Dołowiny — pole 6. Jaworki — łąki 7. Kielnia — pole 8. Kresy — pole 9. Nad Smugiem — pole 10. Olszyny — łąki 11. Pasieka — pole 12. Pniaki — pole 13. Pod Wierzbicką Drogą — pole 14. Pod Zborkiem — pole 15. Przy Kościelnej Drodze — pole 16. Rożynka — łąka 17. Sieczkowskie — pole 18. Smugi — pole 19. W Dębniaku — pole 20. Żernickie — pole |

## Literatura
1. Kaczmarek Leon (red. nauk. zeszytu), Taszycki Witold (red. nauk. wyd.): Urzędowe Nazwy miejscowości i obiektów fizjograficznych. 33. Powiat staszowski województwo kieleckie. Komisja ustalania nazw miejscowości i obiektów fizjograficznych (do użytku służbowego). Z: 33. Warszawa: Urząd Rady Ministrów. Biuro do Spraw Prezydiów Rad Narodowych, 1970. Brak numerów stron w książce